# 東洋メディアリンクス
東洋メディアリンクス株式会社（とうようメディアリンクス、英称: Toyo Media Links Co.,Ltd.）は、東京都中央区に本社を置く、空間プロデュースビジネスを行う企業である。
具体的には、空間の音、香り、映像をミックスしたコンテンツ提案やコンテンツを活用するためのシステム構築を中心に実施している。昨今では空間で働く方々や活用する方々がより快適さを実現するためのAIソリューションの販売とコンサルティングの実施、データコンテンツを活用した空間マーケティング支援、SDGsにも繋がるグリーンソリューションの提供などを続けている。

## 沿革
- 1962年（昭和37年）8月 - 「東洋音楽放送株式会社」設立。
- 1971年（昭和46年）4月 - 「東洋ビージーエム株式会社」に社名変更。
- 1980年（昭和55年）4月 - 金融機関向け監視カメラを日本全国に納入。
- 1993年（平成5年）11月 - 「東洋メディアリンクス株式会社」に社名変更。
- 2006年（平成18年）4月 - セントラルサービスシステム（現・CSSホールディングス）のグループ会社となる。
- 2023年（令和5年）2月 - AIソリューションサービス開始。NICEアライアンスへの参画を発表。
- 2024年（令和6年）1月 - 株式会社アートグリーンと業務提携。植栽事業開始。

## 空間プロデュース事業（創業～2024年）
- 創業は音楽事業をスタート。ライブラリミュージック・BGM事業を行い、現在まで実施。（創業以来60年間）
- 世間にまだ「BGM」という言葉が浸透していない時代に普及に努め、「BGM」という言葉を広めた第一人者の企業。
- BGM事業を通して音響設備と結びつき、特に業務放送機器の販売に古くから携わる。
- 音楽配信に培った技術が映像技術へ引き継がれシステムインテグレーションの実施につながる。
- 音楽の提供はルミネ、アトレといったJR東日本系の企業を中心に現在も提供されている。
- 映像コンテンツおよび設備機器の販売は、演出系、防犯系、情報配信系と幅広く展開、演出系ではインスタレーションの実施、コンテンツの提供、360度マッピングなどの大型の演出まで手掛ける。防犯系は金融機関を中心に全国ネットワークで提供実績がある。丸の内企業を中心に情報配信のデジタルサイネージの販売が伸びており、映像ビジネスを積極的に活動。
- 聴覚、視覚の販売から嗅覚につなげたフレグランスサービスの実施により、総合的な空間五感演出を実現した。
- 2023年頃には、各事業が一体となった、多角的販売が増加しており、空間を活用した総合演出企業へ成長した。
- 香りのコーディネーター、音のソムリエ、メディアアートディレクターなどの専門的な技術ノウハウを持った担当が事業を支えている。
- 2024年、株式会社アートグリーンと業務提携。空間事業に植栽を加えたビジネスを始動した。合わせて、グリーンを中心にコンテンツ演出をメディアミックスした「bio」を発表した。

## CSR活動（2023年～）
- 人手不足時代における打開策としてAI事業への参画を発表した（2023年頃）
- AIコンサルテントを中心に、社会活動を行う方々のホスピタリティを維持、引き上げる活動を実施する。グループ企業であるCSSホールディングでの実証実験や三越伊勢丹でのAI導入活用など精力的な活動を行う。
- アートプロデュースの一環として学生向け支援のビジネス講義の実施を行い、次世代への業界訴求・空間活性化への企業努力を実施。2023年より玉川学園と協業し活動を行う。

## 旧事業（発車メロディ）
1989年頃からは、東日本旅客鉄道（JR東日本）向けの発車メロディの制作も行っていた。同社管内の幅広いエリアに導入され、2024年現在でも、埼京線の乗り入れ先である東京臨海高速鉄道（りんかい線）の各駅も含め、多数の駅で使用されている。
主な曲目は以下の通り。作曲はいずれも三留研介・若林剛太(クラルテを除く)。
- Water Crown（水の冠） - 常磐線や横浜線、りんかい線などで多く使われているメロディで、JR東日本管内の駅で最も多く使用されているメロディである。様々なバージョンがある。1990年頃から導入。
- Gota del Vient（一滴の風） - 常磐線などで多く使われている。導入は1989年頃。
- Verde Rayo（緑の光線） - 横浜線で多く使われている。1990年頃から導入。
- Cielo Estrellado（星空） - りんかい線で多く使われている。代表的な4曲の中で、この曲だけエンドレスバージョンが存在しない。1989〜1990年頃から導入。
- クラルテ - 作曲者不明。武蔵野線で多く使用されていた。長年正式名称が不明であったため近郊地域17番や拝島1番(はいいち)などと呼ばれていたが、2025年3月1日に勝浦駅で行われたJR東日本千葉支社のイベントで正式名称が発表された。現在は北陸新幹線の安中榛名駅のみで使用されている。

その他、曲名や作曲者が判明していないものがいくつか存在する。

### 五感工房
五感工房（ごかんこうぼう、通称GK、ジーケイ）は、かつて存在した日本の音響機器メーカーである。元々は東洋メディアリンクスの制作部門が独立したメーカーで、かつてJR東日本の発車メロディ等の納入をしていたことがある。2005年10月1日に、東洋メディアリンクスに再度統合されて消滅。
五感工房の発車メロディは塩塚博により1993年頃に制作され、1994年頃より実際に導入が開始された。高崎線への発車メロディの導入や、ATOS導入のため日本電音製の放送装置を置き換える際の中央線快速を中心に多数導入された。また、接近メロディも同時に複数制作され、一時期御茶ノ水駅や上越線の大沢駅・塩沢駅で使用されていた。2024年現在は、内房線の九重 - 太海間の各駅で使用されている。
曲名は特になく、日本音楽著作権協会 (JASRAC) 登録の際に便宜的に付けられた「JR-SH○-○」（「SH」は「Shiozuka Hiroshi」の頭文字）という整理番号がその代用となっている。このことから、五感工房のメロディを総称して「SHシリーズ」と呼ばれることもある。
2009年12月にはクエイク（現・エグジットチューンズ）からSHシリーズの発車メロディをトランス調にアレンジしたCD「EXIT TRANCE PRESENTS 駅トラ」が発売されたほか、2011年1月には塩塚自身によるアレンジを収めたCD「テツノポップ」がユニバーサルミュージックから発売された。
代表的な発車メロディ
名称は塩塚のライブラリー整理番号を用いる。括弧内はJASRAC登録時に付けられた番号。
現在使われている曲
- JR-SH1-1（JR-SH1）- 上田駅のみで使用。かつては東京駅、御茶ノ水駅、武蔵境駅、国分寺駅、渋谷駅、新橋駅、浦和駅、鴻巣駅、前橋大島駅、長野駅、戸倉駅でも使用されていた。
- JR-SH1-3（JR-SH1-1）- 佐原駅、軽井沢駅、佐久平駅のみで使用。かつては横浜駅、辻堂駅、恵比寿駅、西船橋駅、信濃町駅、高麗川駅、駒形駅、長野駅でも使用されていた。
- JR-SH2-1（JR-SH2）- 佐原駅のみで使用。かつては東京駅、有楽町駅、御茶ノ水駅、塩山駅、浅草橋駅、錦糸町駅、新小岩駅、尻手駅、向河原駅、武蔵中原駅、武蔵新城駅、二宮駅、上尾駅、郡山駅でも使用されていた。
- JR-SH2-3（JR-SH2-1）- 八幡宿駅、小諸駅、片倉駅のみで使用。かつては東京駅、武蔵境駅、国分寺駅、西船橋駅、中野駅、新小岩駅、幕張駅、五反田駅、恵比寿駅、横浜駅、深谷駅でも使用されていた。なお小諸駅で使われているバージョンは旧バージョンである。
- JR-SH3-1（JR-SH3）- 神奈川臨海鉄道末広町駅のみで使用。かつては桜木町駅、根岸駅、新杉田駅、洋光台駅、北本駅でも使用されていた。
- JR-SH3-3（JR-SH3-1）-旅客駅では佐原駅のみで、貨物駅では高松貨物ターミナルの構内入換時でのみで使用。かつては東京駅、渋谷駅、中野駅、国分寺駅、熊谷駅、屋代駅でも使用されていた。
- JR-SH5-1（JR-SH5）- 佐原駅のみで使用。かつては東京駅、有楽町駅、信濃町駅、恵比寿駅、二宮駅、熱海駅、籠原駅、高麗川駅、尻手駅、向河原駅、武蔵新城駅でも使用されていた。
- JR-SH5-3（JR-SH5-1）-勝浦駅のみで使用。かつては吹上駅、熱海駅、北浦和駅、屋代駅、立川駅、吉祥寺駅、西船橋駅でも使用されていた。
- JR-SH6-3（JR-SH6-1）- 大原駅のみで使用。かつては立川駅でも使用されていた。
- JR-SH8-3（JR-SH8-1）- 勝浦駅のみで使用。かつては八王子駅、立川駅でも使用されていた。
- JR-SH9-3（JR-SH9-1）- 高松貨物ターミナルの構内入換時でのみ使用。かつては御茶ノ水駅でも使用されていた。

以前使われていた曲
- JR-SH3-3（JR-SH3-1）半音下げVer. - 東京駅
- JR-SH4-1（JR-SH4）- 沼田駅、桜木町駅、根岸駅、新杉田駅、洋光台駅、宮原駅、後閑駅、塩山駅
- JR-SH4-1（JR-SH4）半音下げVer. - 双葉駅
- JR-SH5-1（JR-SH5）半音下げVer. - 東京駅
- JR-SH6-1（JR-SH6）- 御茶ノ水駅、茅ケ崎駅、三鷹駅、国分寺駅、立川駅、八王子駅、与野駅、前橋駅、新前橋駅、渋川駅
- JR-SH7-1（JR-SH7）- 八王子駅、本庄駅、茅ケ崎駅
- JR-SH8-1（JR-SH8）- 桶川駅、塩山駅、恵比寿駅、船橋法典駅
- JR-SH8-1（JR-SH8）高音Ver. - 双葉駅
- JR-SH9-1  (JR-SH9)  - 勝浦駅(2025年3月1日の一部列車のみ)

過去に使用されていた可能性があるもの
- JR-SH5-2 - 北浦和駅、立川駅